# Селище (Дністровський район)
Се́лище — село в Україні, у Сокирянській міській громаді Дністровського району Чернівецької області. Населення становить 1375 осіб.

## Географія
Селом протікає річка Балка, права притока Дністра.

## Населення
За даними всеукраїнського перепису населення 2001 року у селі мешкає 1375 осіб.

### Мова
Розподіл населення за рідною мовою за даними перепису 2001 року:
| Мова       | Кількість | Відсоток |
| ---------- | --------- | -------- |
| українська | 1540      | 98.72%   |
| російська  | 16        | 1.03%    |
| румунська  | 4         | 0.25%    |
| Усього     | 1560      | 100%     |

## Історія
За даними на 1859 рік у власницькому селі Хотинського повіту Бессарабської губернії мешкало 1898 особи (946 чоловічої статі та 952 — жіночої), налічувалось 343 дворових господарства, існувала православна церква.
Станом на 1886 рік у власницькому селі Романкоуцької волості, мешкала 2271 особа, налічувалось 381 дворове господарство, існували православна церква та школа.
З 24 серпня 1991 року село входить до складу незалежної України.
17 липня 2020 року, в результаті адміністративно-територіальної реформи та ліквідації Сокирянського району, село увійшло до складу Дністровського району.

## Люди
- Боднар Іван Іванович (1931—2001) — кавалер ордена Леніна.
- Войняк Марія Євстафіївна — голова фермерського господарства «Світоч-2006», заслужений працівник сільського господарства України[6].
- Демченко Микола Федорович — український художник, дизайнер, член Спілки дизайнерів України.
- Дем'янишина Лариса Семенівна (нар. 1965) — українська художниця.
- Пішак Василь Павлович — український науковець, доктор медичних наук, професор, завідувач кафедри медичної біології, генетики та фармацевтичної ботаніки. Академік УАН вищої освіти України, заслужений працівник освіти України.
- Ткачук Світлана Сергіївна — українська науковиця, доктор медичних наук, професор, завідувач кафедри фізіології Буковинського державного медичного університету.

## Світлини

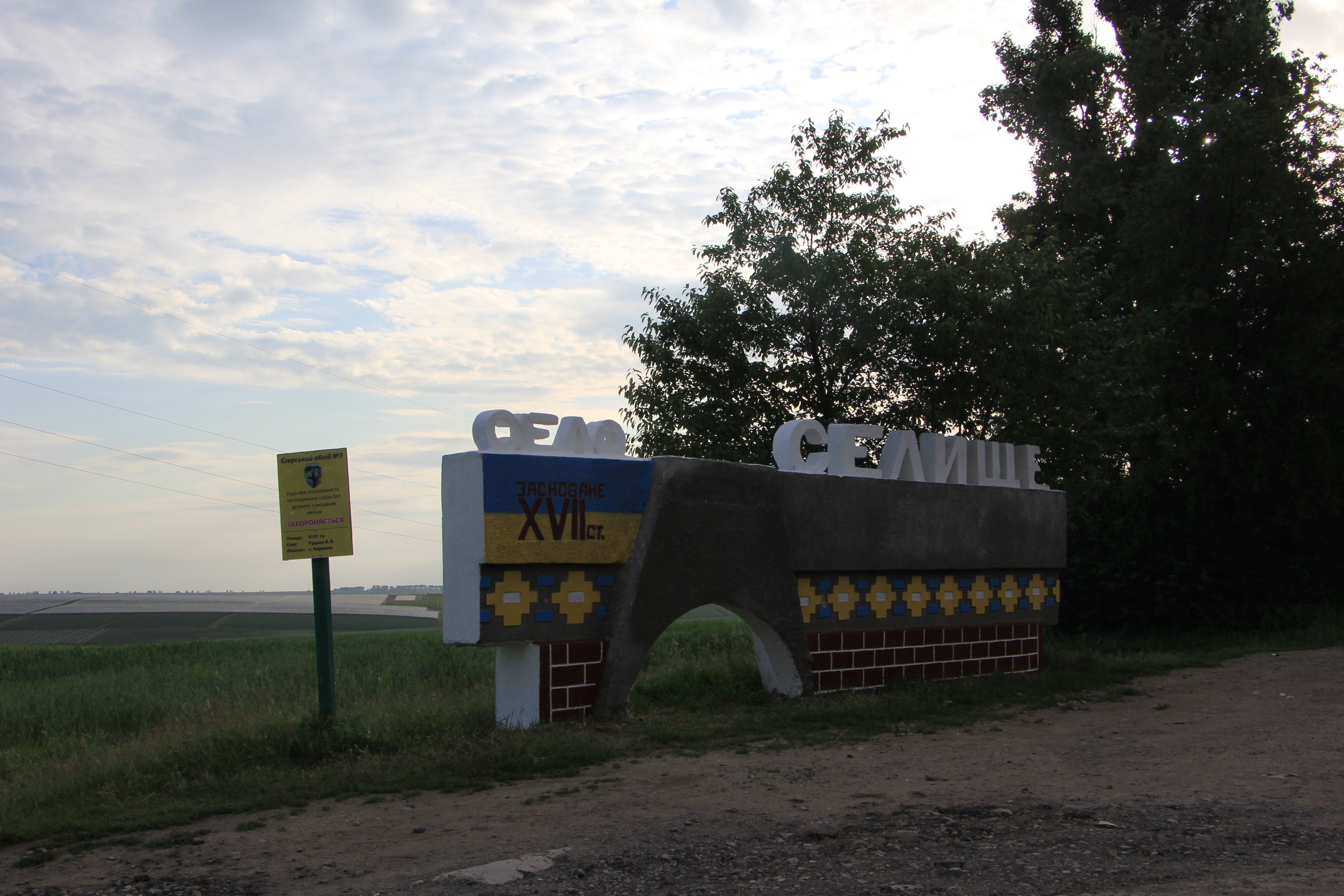
Знак при в'їзді в село Селище
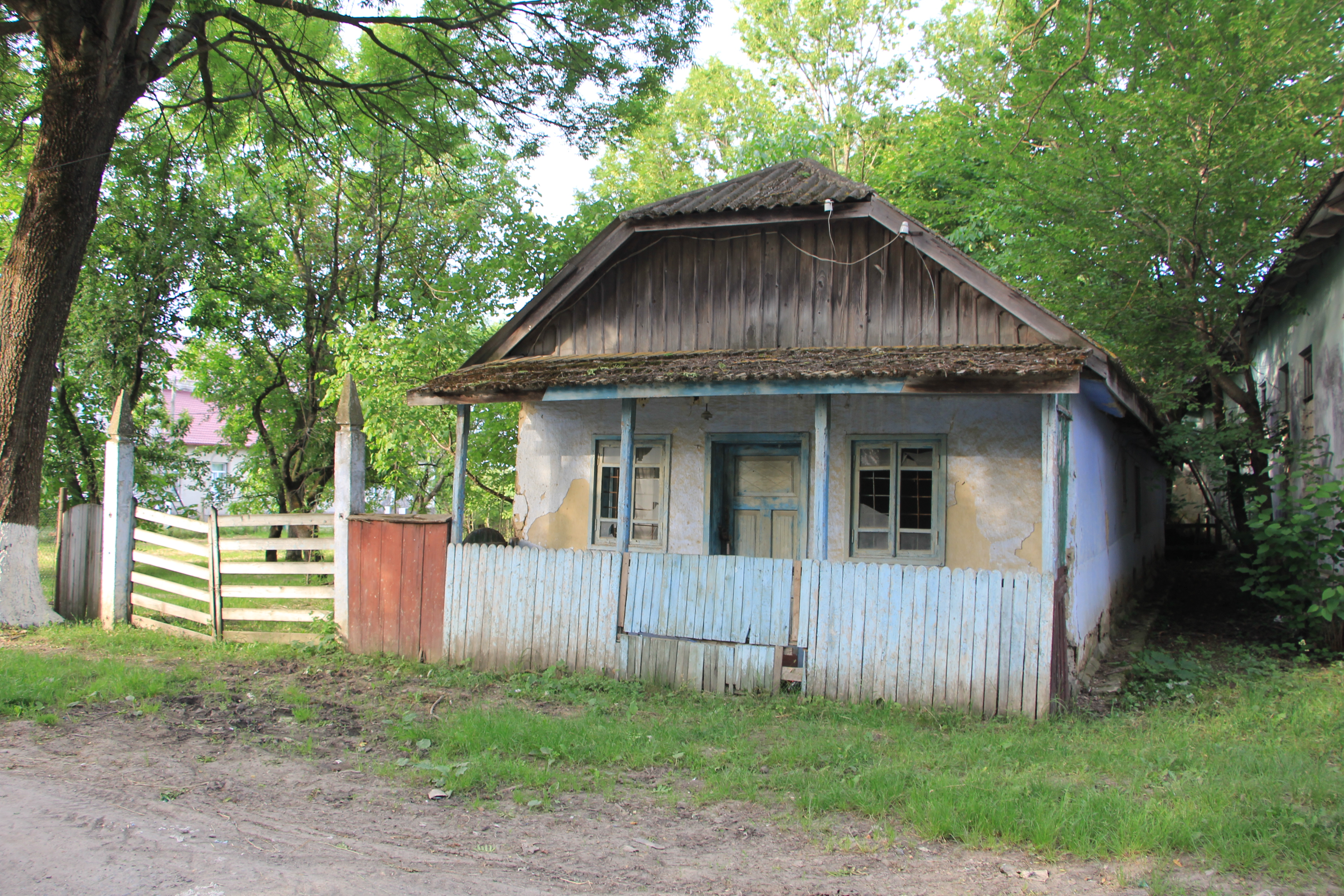
Стара хата в с. Селище
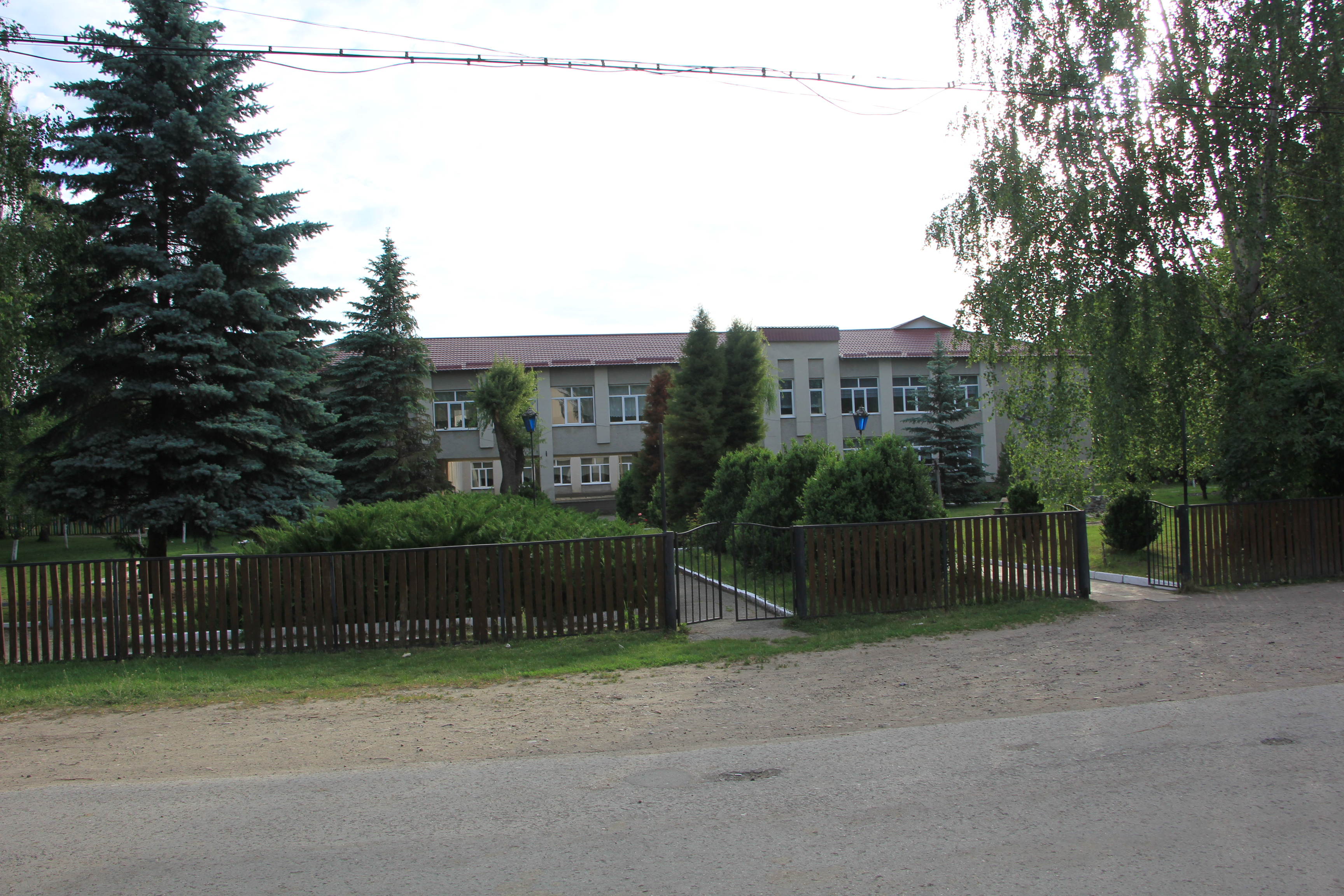
Школа с. Селище
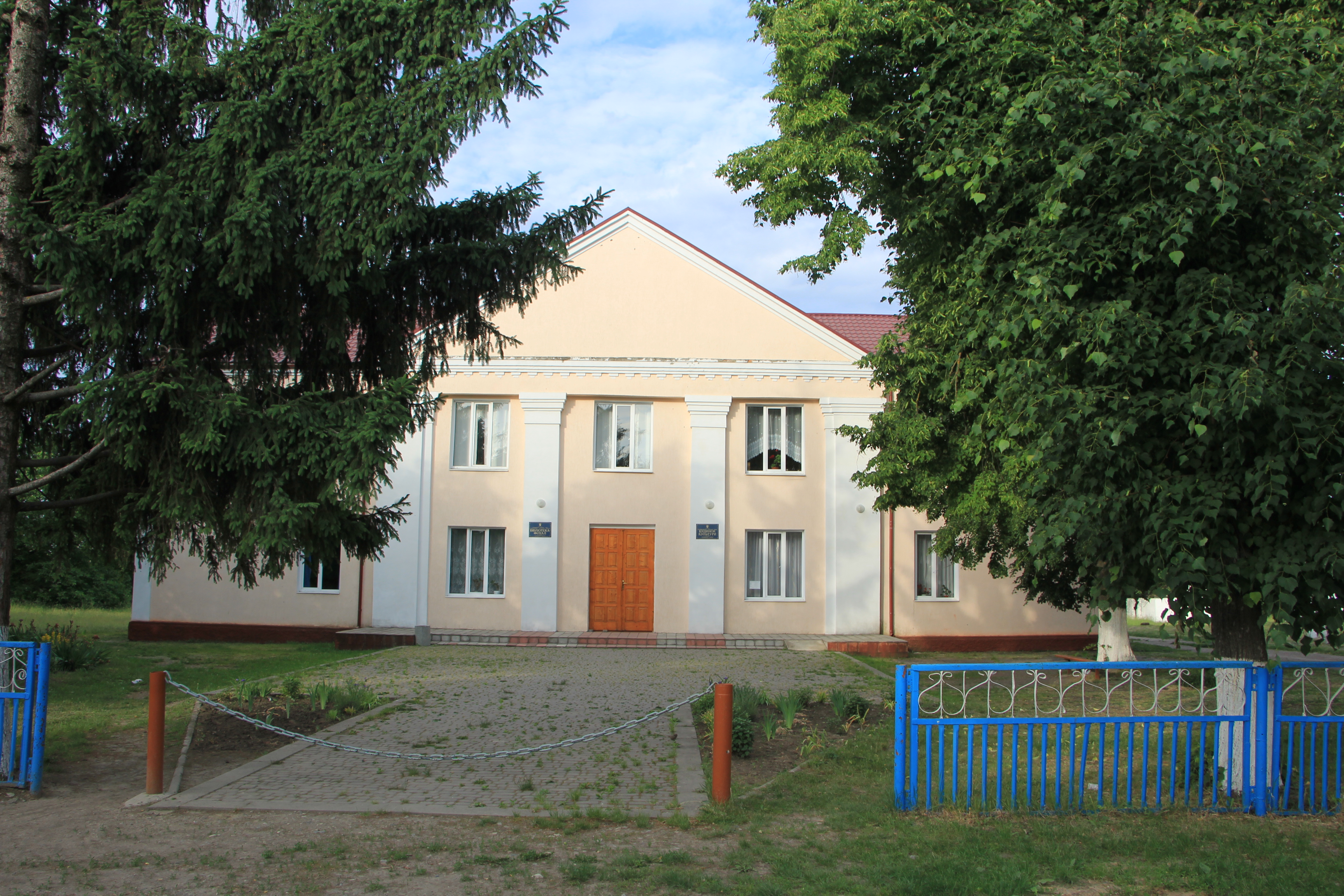
Будинок культури с. Селище
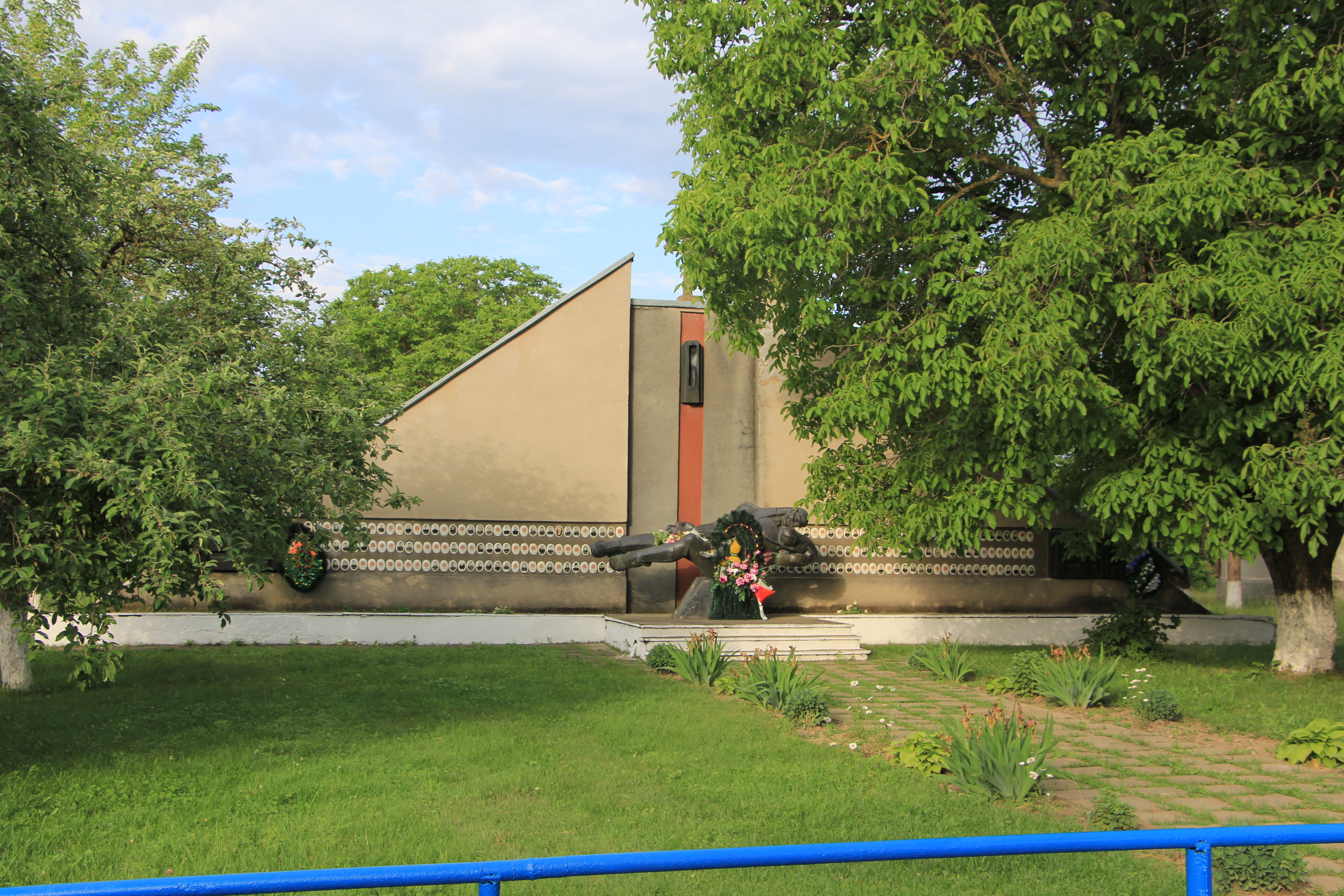
Радянський пам'ятник в с. Селище
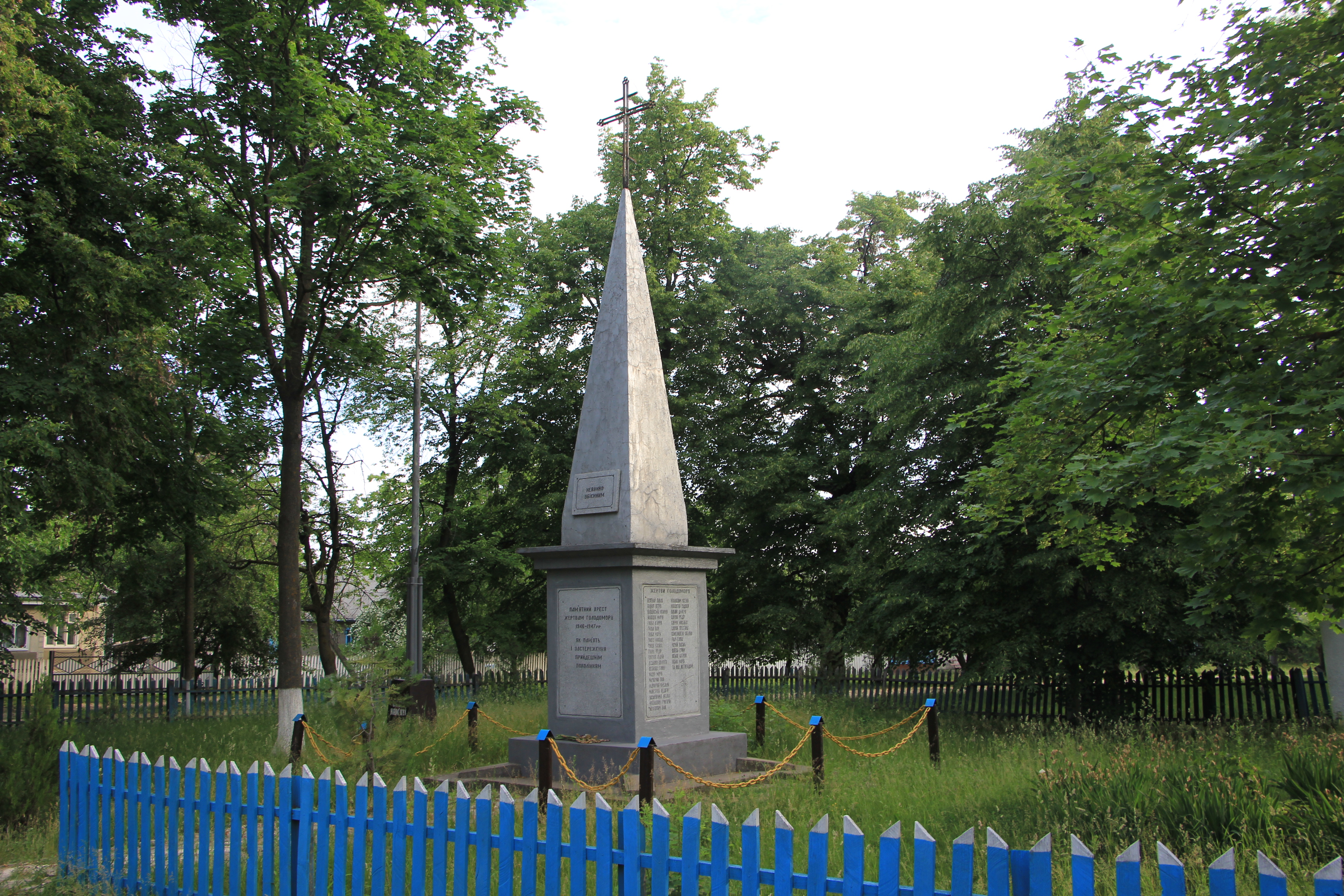
Радянський пам'ятник в с. Селище